# Strumień Godowski
Strumień Godowski (według nazewnictwa MPHP Dopływ spod Mazowszan, Potok Południowy) – ciek okresowy, wraz z Potokiem Malczewskim ciek źródliskowy Mlecznej. Strumień bierze początek z kilku małych cieków pod Mazowszanami, biegnie na północ przez Trablice, gdzie przyjmuje dwa lewe dopływy (jeden spod Kotarwic i drugi z Pelagiowa - oba okresowe), potem na północ wzdłuż ulicy Wiejskiej, przez Godów przepustem pod ul. Krynicką wypływa na łąki Godowskie, gdzie jego koryto traci naturalny kształt, a jego wody rozlewają się szeroko po dużej powierzchni łąk Godowskich, zwłaszcza podczas wiosennych roztopów, kiedy to potrafi wezbrać tak, że czyni ul. Krynicką nieprzejezdną. W trakcie upalnego lata ciek zanika praktycznie całkowicie. W północnej części łąk łączy się z przepływającym przez nie uregulowanym rowem Potokiem Malczewskim i dalej przez Bramę Godowską, os. Południe, Żakowice. Ciek łączy się w okolicach Wośnik z płynącą z południowego zachodu Mleczną.

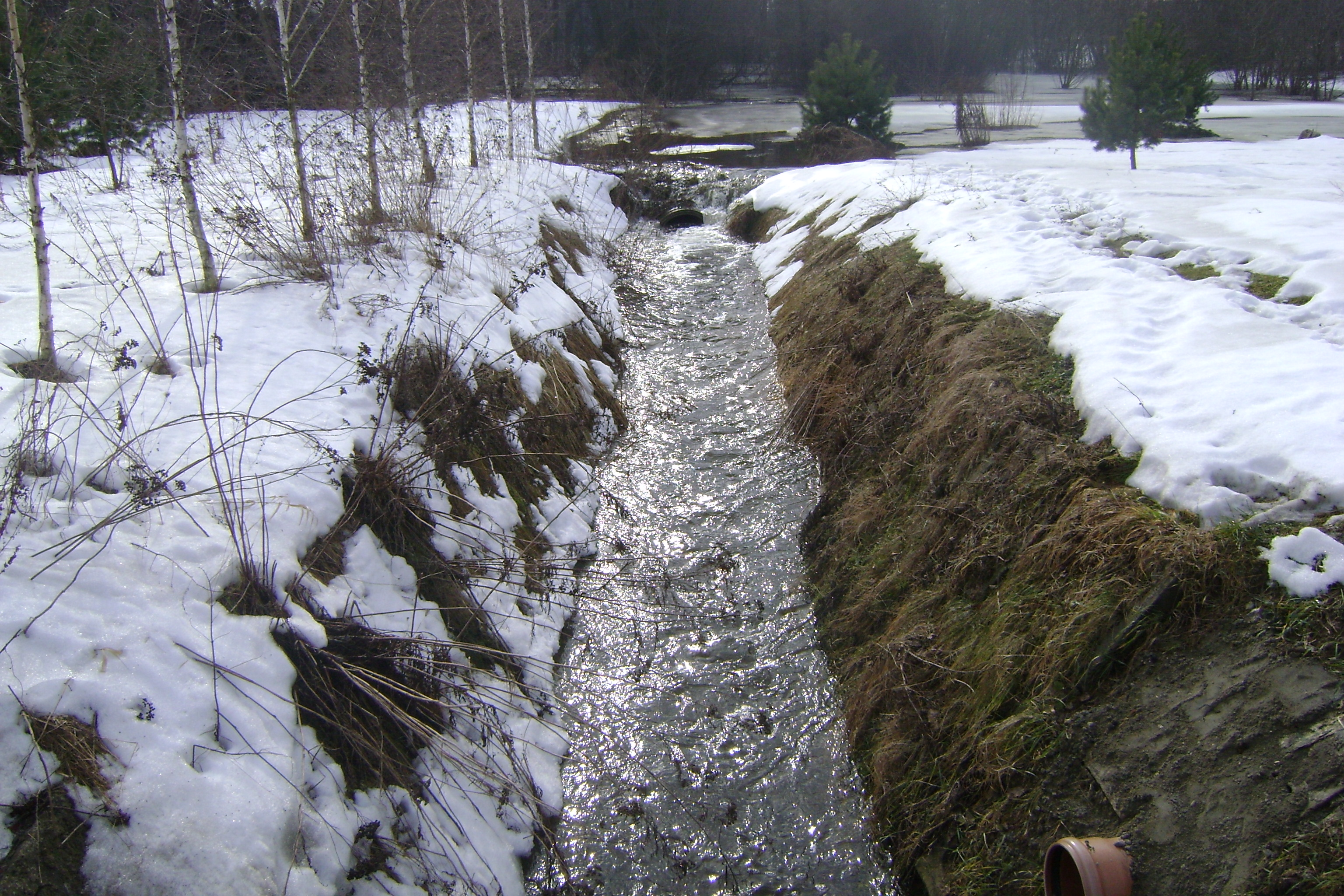
koryto strumienia widok w stronę górnego odcinka cieku
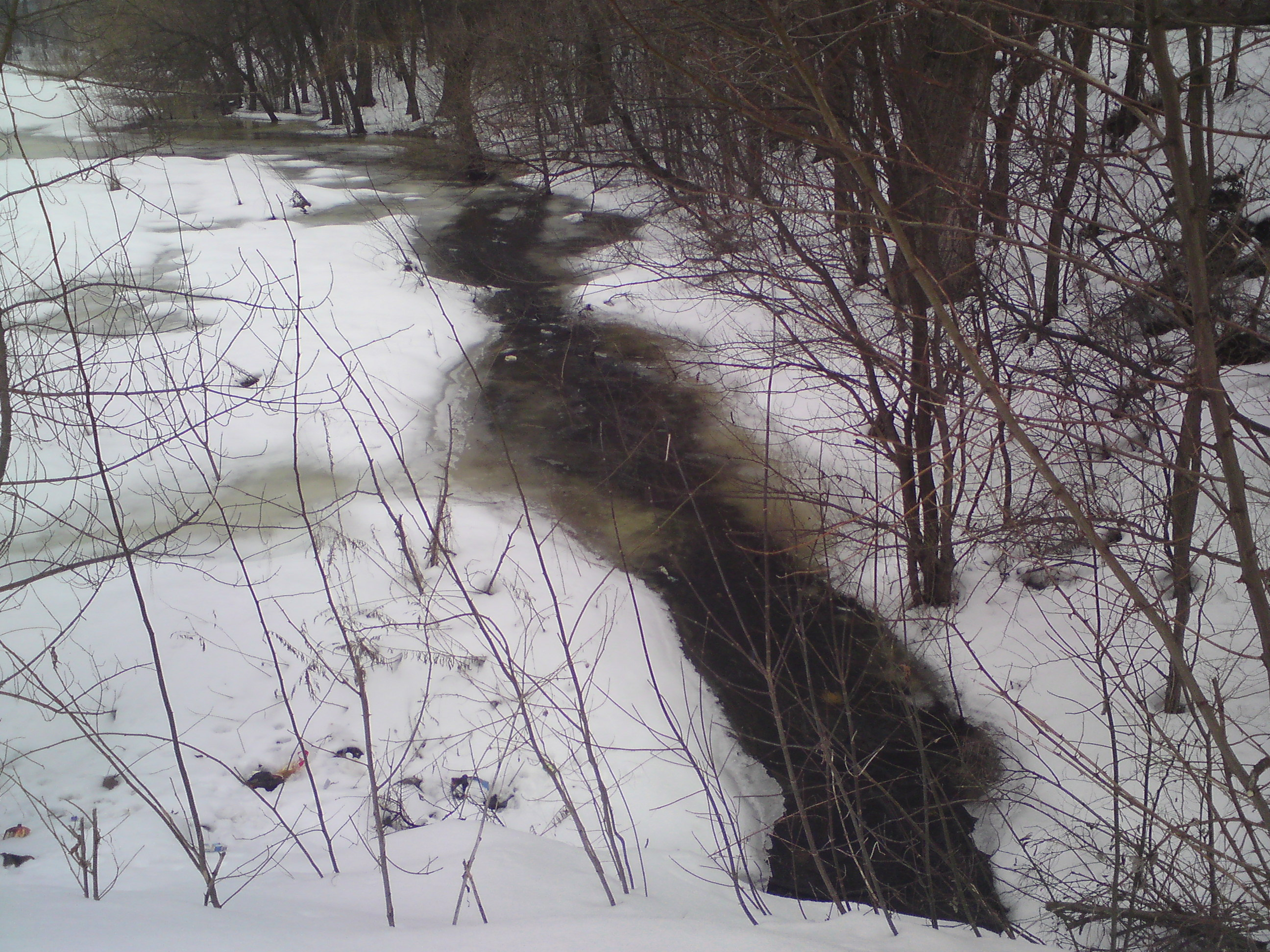
dolina strumienia w okolicy ul. Wiejskiej - widok w stronę północną
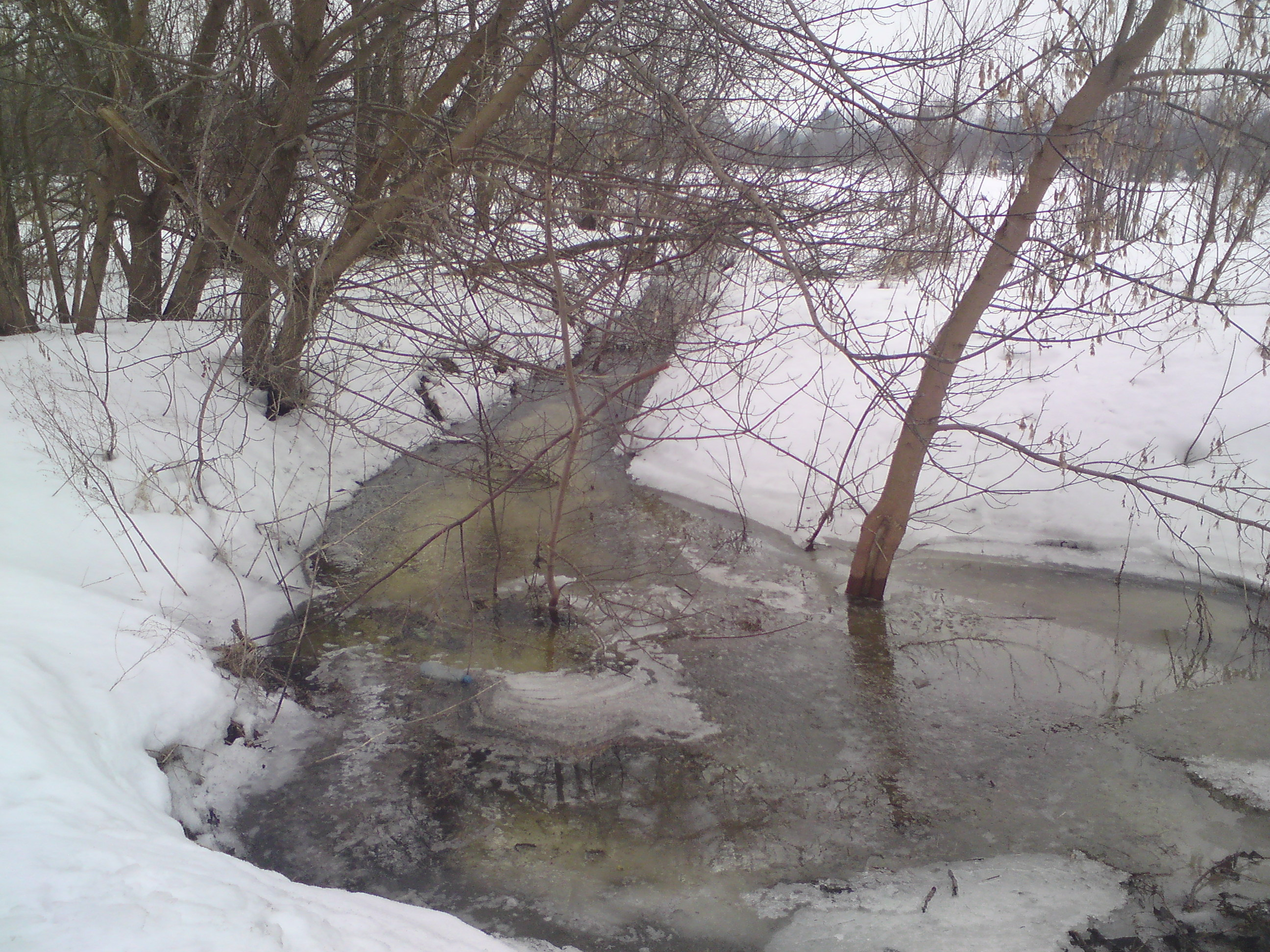
widok znad przepustu pod ul. Krynicką w stronę południową
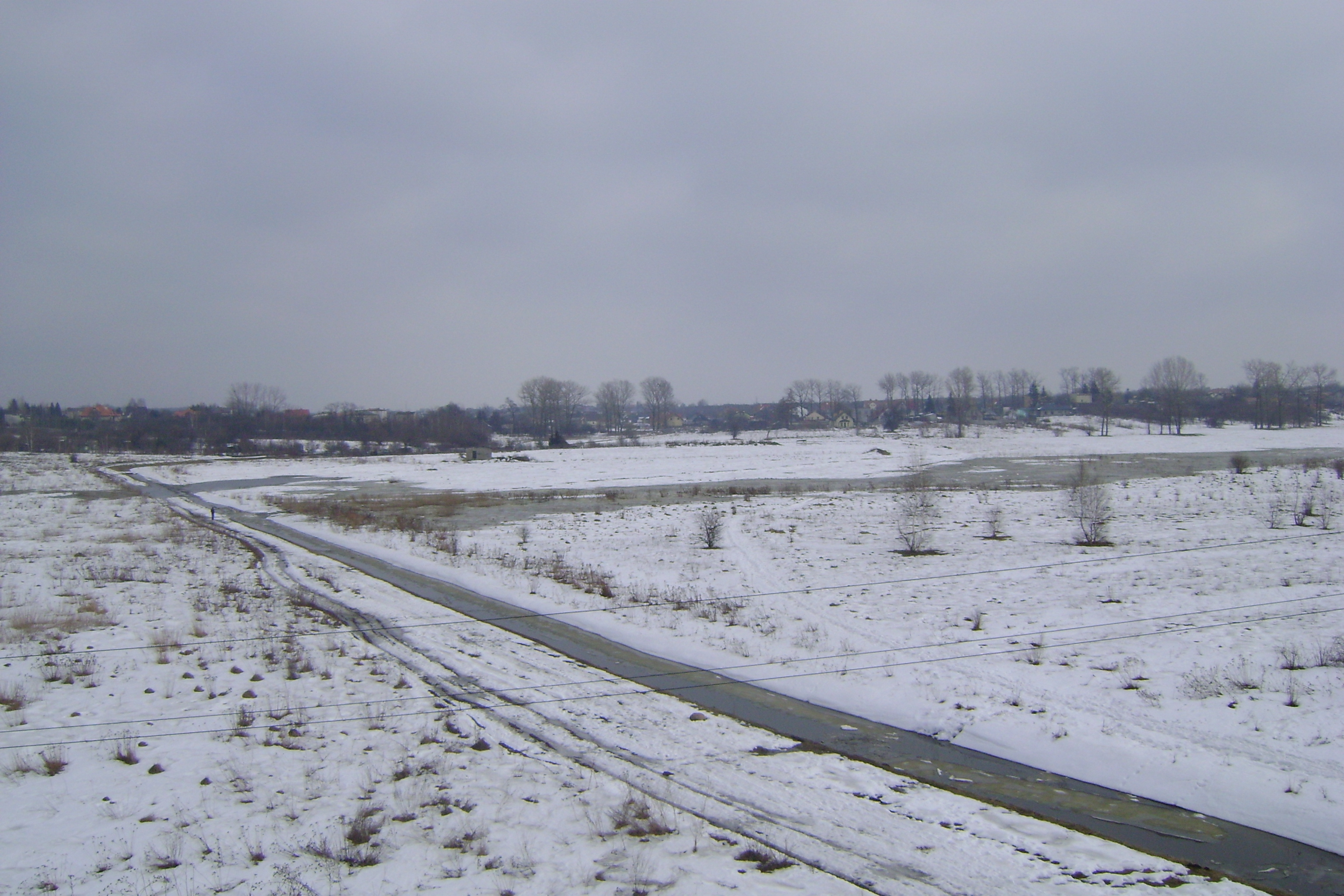
połączenie strumienia z płynącym uregulowanym korytem ze wschodu (górny lewy róg zdjęcia) Potokiem Malczewskim - widać szeroko rozlany płynący z południa (prawej strony zdjęcia) strumień.
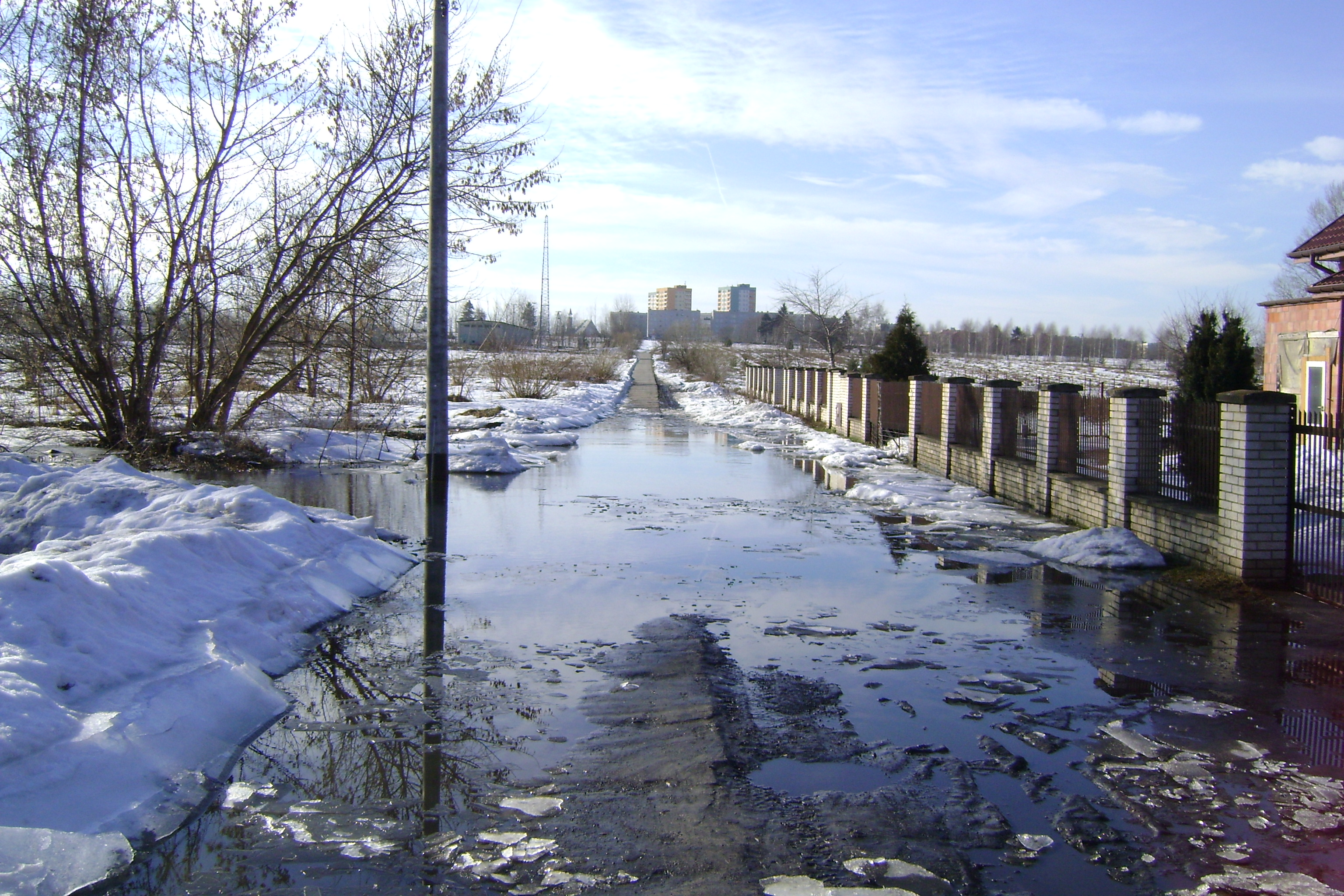
wiosenne roztopy - zalana ul. Krynicka przez wody strumienia Godowskiego - widok na zachód
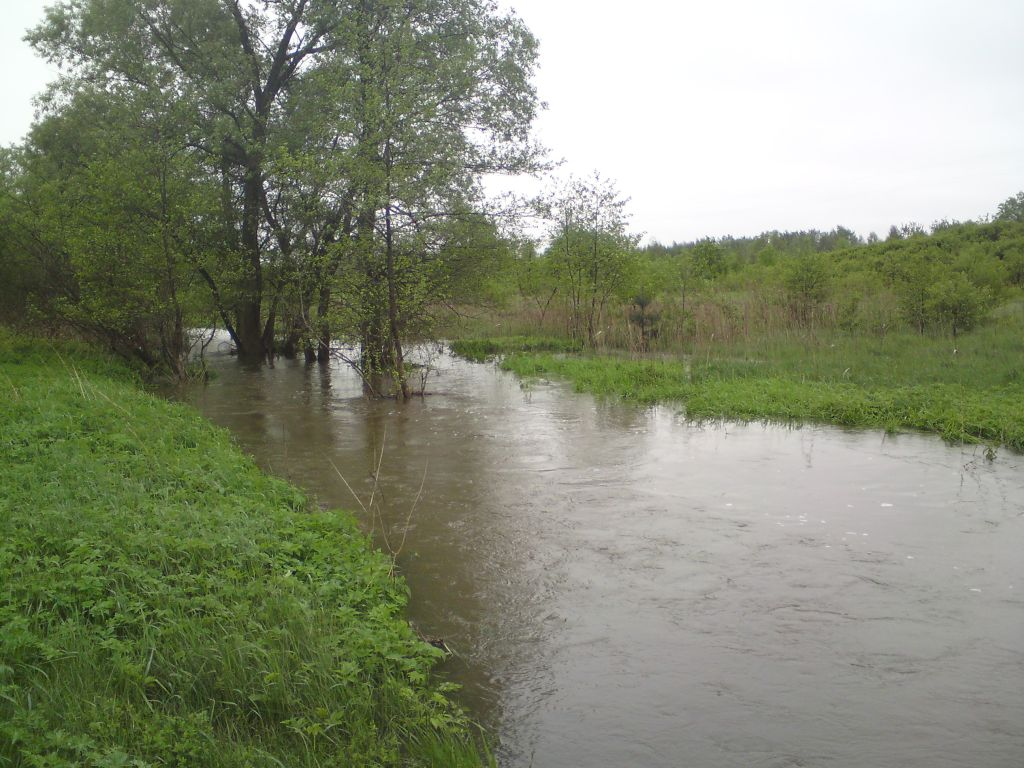
maj 2010 - wezbrany Strumień Godowski w okol. ul. Wiejskiej
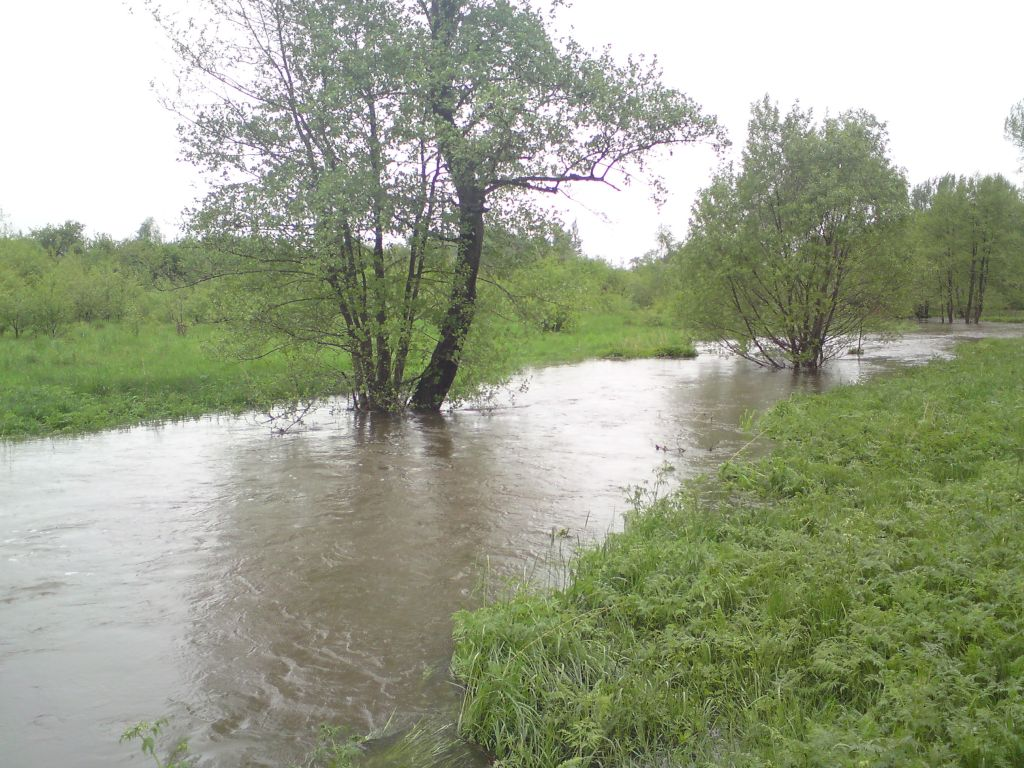
maj 2010 - wezbrany Strumień Godowski w okol. ul. Wiejskiej
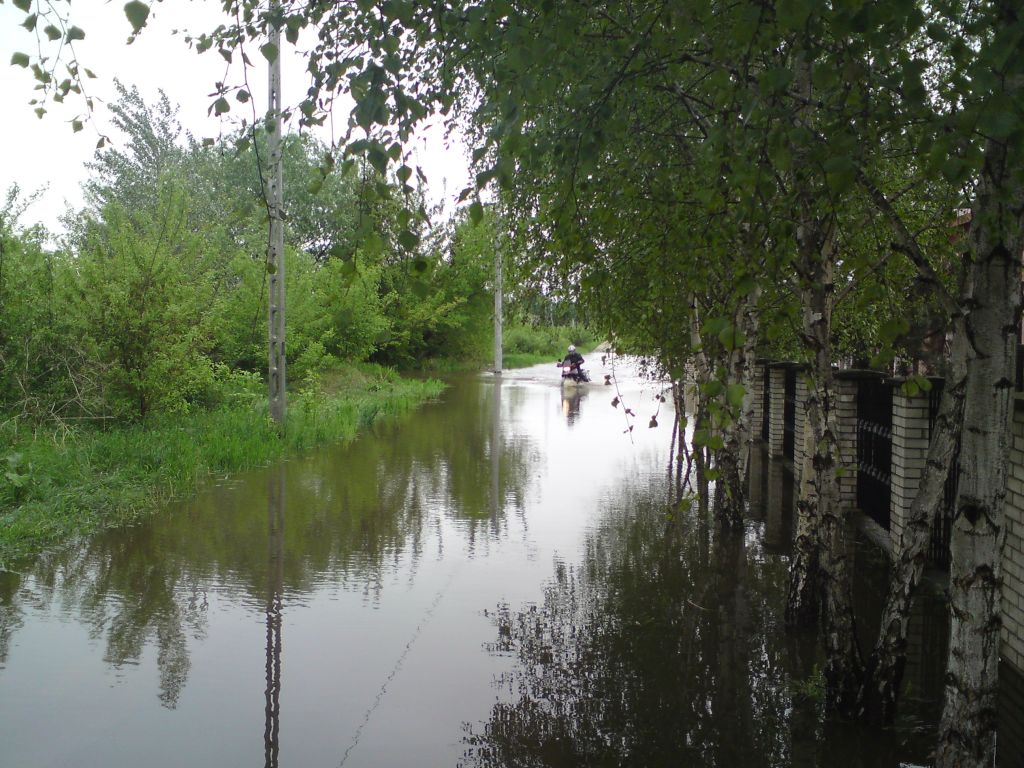
maj 2010 - ul. Krynicka całkowicie zalana wodami Strumienia Godowskiego
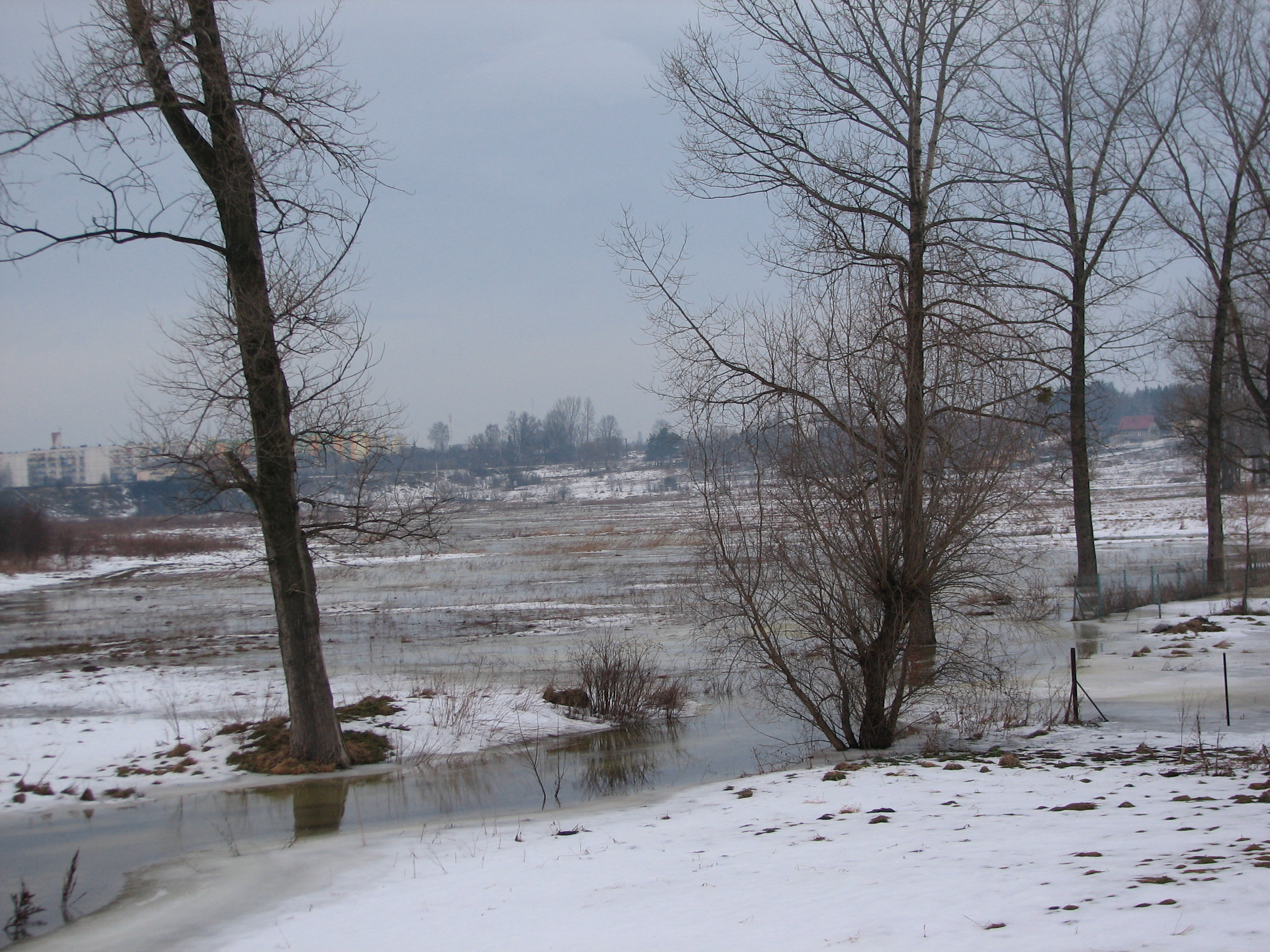
styczeń 2011 - Strumień Godowski rozlany na łąki